# Tyson Kidd e Cesaro
Tyson Kidd e Cesaro foi uma tag team de wrestling profissional que atuou na WWE, sendo Campeões de Duplas da WWE por uma vez. Eles formaram a dupla em dezembro de 2014, e eram acompanhados até o ringue por Natalya, que é a esposa de Kidd na vida real. Também eram chamados de forma não oficial de "Masters of WWE Universe", uma referência aos  Masters of the Universe, e "Brass Ring Club", uma referência à stable japonesa Bullet Club, bem como uma crítica de Cesaro ao presidente da WWE Vince McMahon.

## História

### Formação (2014–2015)
Kidd e Cesaro se uniram pela primeira vez em 1 de dezembro de 2014, quando foram eliminados de uma luta Gauntlet por uma chance pelo Campeonato de Duplas da WWE dos The Usos. Em janeiro de 2015, Kidd formou uma aliança oficial com Cesaro. A dupla se auto-denominou de "The Brass Ring Club" e começou a conseguir várias vitórias sobre Los Matadores, bem como aliar-se com Adam Rose a rivalizar com The New Day. No Royal Rumble, Kidd e Cesaro derrotou os membros New Day Big E e Kofi Kingston, antes de entrar na luta Royal Rumble em #12 (Kidd) e #28 (Cesaro) sendo eliminado por Daniel Bryan e Dolph Ziggler, respectivamente. De acordo com o Wrestling Observer, originalmente Rose foi escolhido para se juntar a dupla para formar uma facção, indicado pelas camisas "Brass Ring Club" usados pelo trio ao longo de janeiro, mas esses planos foram vetados seguindo o Royal Rumble.

### WWE Tag Team Champions (2015)
No Fastlane em 22 de fevereiro, Kidd e Cesaro derrotaram The Usos para conquistarem o Campeonato de Duplas da WWE, um título que Kidd não vencia há quase cinco anos. Eles mantiveram o seu título em uma revanche na noite seguinte no Raw depois que Natalya causou um desqualificação, se fixando como uma vilã. Na WrestleMania 31, Kidd e Cesaro mantiveram o título ao derrotar os The Usos, Los Matadores e The New Day em um luta Fatal-4-Way de tag teams. No Extreme Rules, Kidd e Cesaro perderam seus títulos para os rivais The New Day, quando Kofi Kingston fez um roll-up em Cesaro, terminando o seu reinado em 63 dias.

### Face turn (2015)
Após a New Day virar uma equipe heel (vilões), Cesaro e Kidd tornaram-se mocinhos pela primeira vez como uma tag team (também marcando a primeira vez de Cesaro na WWE como um mocinho). No dia 04 de maio no episódio do Raw, Cesaro e Kidd derrotaram The Ascension após Kidd aplicar um dropkick em Viktor enquanto Cesaro estava realizando seu Cesaro Swing. Depois, eles tiveram um confronto nos backstages (bastidores) com a New Day, levando os fãs a entoar "New Day Sucks" (traduzindo: New Day é uma porcaria) no som das palmas do New Day. No Payback, Kidd e Cesaro desafiaram a New Day pelos títulos de duplas em uma luta de duas quedas. A dupla marcou a primeira queda da luta, mas acabou perdendo a segunda e a terceira queda (com essa última sendo feita por Xavier Woods, que não era um dos participantes da luta), deixando de recapturar os títulos. Em 7 de junho, a WWE anunciou que Kidd tinha sofrido uma lesão no pescoço durante um dark match contra Samoa Joe uma semana antes. Kidd anunciou que ele estaria fora de ação por mais de um ano.

## No wrestling

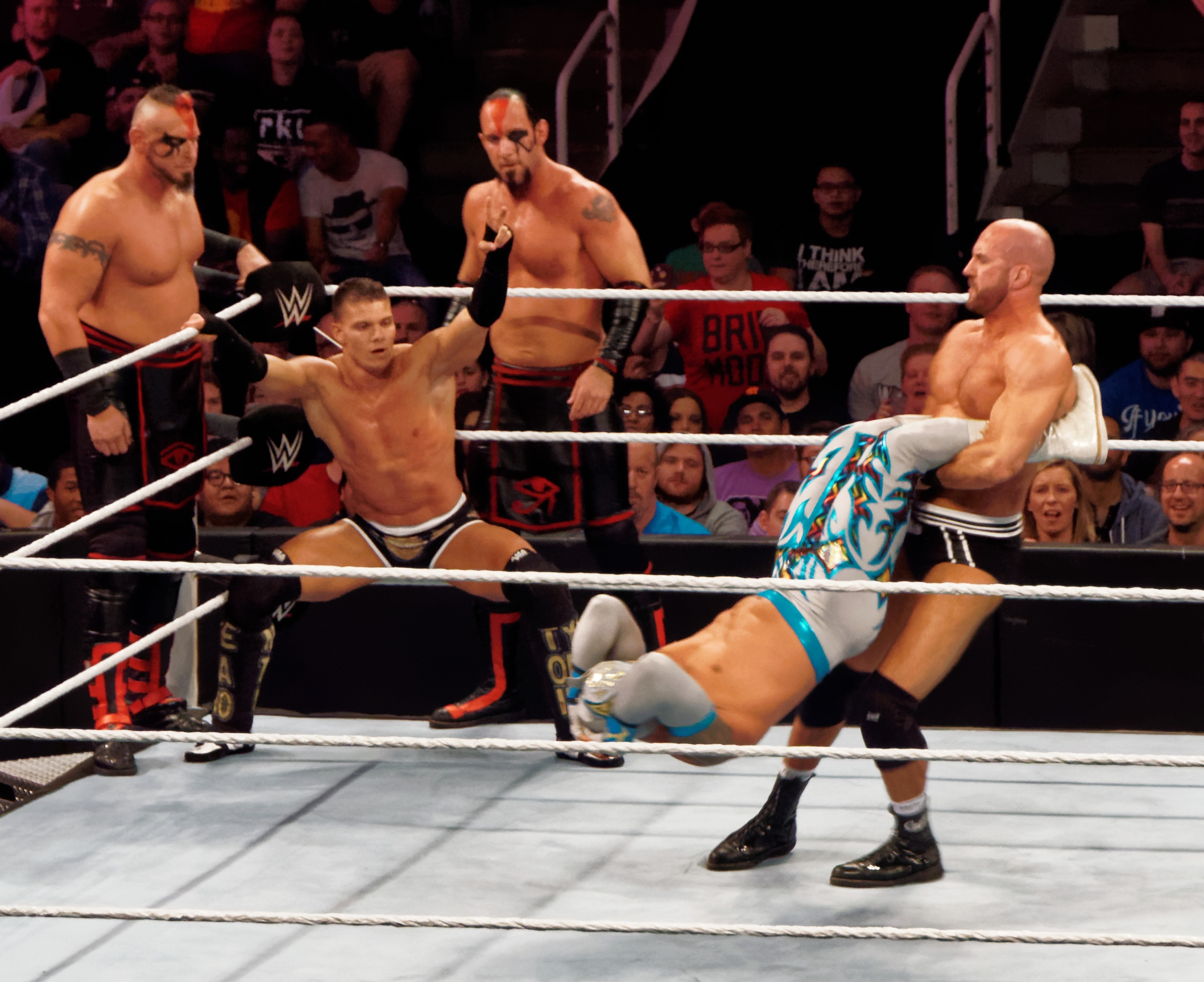
Kidd e Cesaro aplicando a combinação Cesaro Swing/Dropkick.

- Movimentos de finalização de dupla
  - Straightjacket powerbomb (Cesaro) junto com um diving neckbreaker (Kidd)
  - Pop-up (Kidd) seguido de um European Uppercut (Cesaro)
- Movimentos secundários da dupla
  - Giant swing (Cesaro) seguido de um low-angle front dropkick na cabeça (Kidd)
  - Apron superplex (Cesaro) seguido de um springboard elbow drop (Kidd)
- Movimentos de finalização de Tyson Kidd
  - Sharpshooter[14][15]
  - Swinging fisherman neckbreaker[16][17][18][19]
- Movimentos de finalização de Cesaro
  - Neutralizer[20] (Cradle belly-to-back inverted mat slam)[2][21][22]
  - European uppercut,[23] ás vezes quando o oponentes está no alto[24]
- Movimentos de finalização de Natalya
  - Nattie-By-Nature[25] (Discus clothesline)[26][27]
  - Sharpshooter[26][28][29] – adotado de seu tio[30]
  - Sitout powerbomb
- Managers
  - Natalya
- Temas de entrada
  - "Swiss Made" por CFO$ (1 de dezembro, 2014–2015)

## Títulos e prêmios
- WWE
  - WWE Tag Team Championship (1 vez)[31]